# 小針智意子
小針 智意子（こばり ちいこ）は、日本の合唱指揮者。

## 来歴
福島県石川町出身。大学では声楽を専攻し、卒業後、福島県の音楽科教諭として教壇に立つ。
2003年（平成15年）4月、郡山市立郡山第二中学校に赴任。同校合唱部を指揮・指導し、全日本合唱コンクール全国大会中学校部門混声合唱の部において同年から7年連続で金賞、及び6年連続で最高賞たる文部大臣奨励賞を合わせて受賞。NHK全国学校音楽コンクール全国大会においても2008、09年の2年連続で金賞を受賞。声楽アンサンブルコンテスト全国大会において2009、10年の2年連続で本選第1位を受賞。
2010年（平成22年）4月、郡山市立郡山第五中学校に赴任。同校合唱部を指揮・指導し、全日本合唱コンクール全国大会中学校部門混声合唱の部・同声合唱の部の両部門において2011年（平成23年）から8年連続で金賞、及び2013年（平成25年）から4年連続で最高賞たる文部大臣奨励賞を合わせて受賞。
NHK全国学校音楽コンクール全国大会において銀賞を3回、銅賞を1回受賞。声楽アンサンブルコンテスト全国大会において本選第1位を5回受賞。2018年度の卒業式では、仰げば尊しをアカペラで合唱を生徒たちと奏でた。
2019年（平成31年）4月、郡山市立郡山第一中学校に赴任。同校合唱部を指揮・指導し、全日本合唱コンクール全国大会中学校部門混声合唱の部・同声合唱の部の両部門において同年から4大会連続で金賞、及び2021、22年には最高賞たる文部科学奨励賞を合わせて受賞。NHK全国学校音楽コンクール全国大会において銅賞を2回受賞。声楽アンサンブルコンテスト全国大会において本選第1位を2回受賞。
2024年（令和6年）3月末で教員を退職した。
現在、一般団体である「季の音」を指揮・指導。また、「合唱塾」で小中高生を指導している。福島県合唱連盟副理事長。
全日本合唱連盟のワークショップや、ソウルで開催された世界合唱シンポジウムで講師を務めた。

## 音楽
小針の音楽の原点は小・中学生時代に学校の管弦楽部に所属し、同部が合唱も掛け持ちしていたことに遡る。
「初めて合唱に出会う生徒たちに歌ってほしい曲、歌いながら心を揺さぶられるような美しいメロディーラインをもつ曲が私の選曲の中心になっている」として、選曲はヴィヴァルディ、モーツァルト、プーランク、ラインベルガー等、バロック後期・古典派からロマン派の楽曲を得意とし、現代曲が圧倒的多数である中学合唱界とは一線を画している。またこれまでの赴任校には合唱部のほかに管弦楽部がある学校が過半であったことから、各コンクールにも管弦楽を伴う演奏で臨むことが少なくない。こうした姿勢は初期のころから徹底していて、1992年（平成4年）の全日本合唱コンクール（同コンクールに中学校部門が新設されて2年目）全国大会で白河市立白河中央中学校合唱部を指揮して初出場したときの自由曲はヴィヴァルディ「Gloria」、1994年（平成6年）に同校で出場した際はモーツァルト「Missa Brevis」であり、いずれも弦楽伴奏で臨み、94年には金賞を受賞している。
「合唱王国」を自任する福島県においても代表的な指導者であり、合唱指揮者の辻秀幸は小針を「彼女は東北の合唱文化の流れの中で自然に育まれた理想的な一合唱指導者であり、彼女の注意・指示の一つ一つは彼女の音楽人生で自身が気付いてきたことばかりなんだろうと思います。だから説得力に富み、嘘がないのです」と評する。小針の指導は「限界ラインを引かず、子どもたちの可能性を引き出したい」として、決して妥協を許さない指導法で知られ、「まさに合唱千本ノック」と辻は例えている。

## 掲載
記事
- 朝日新聞「合唱には人生が詰まっている」　レジェンド小針さんが語る合唱愛（2024年8月29日）[5]

雑誌
- 「教育音楽　中学・高校版」（2010年1月号）
  - 特集『運命』『第九』料理法 -【Part 3】イヴェント報告　全校生徒による『第九』演奏への軌跡
- 「文學界」（2024年8月号）[6]
  - 今月のエッセイ　小針智意子　時のうつろい
- 「教育音楽 春号」（2025年4月号）
  - 特集Ⅱどんな歌声を目指せばいい？ - 中学校　体に無理のない自然な発声を　小針智意子